# Борисоглебский собор (Орёл)
Борисоглебский собор — утраченный православный храм в городе Орле, располагавшийся на Борисоглебской (ныне Салтыкова-Щедрина) улице.

## История
Борисоглебский собор был построен в 1776—1782 годах на средства орловского помещика Б. М. Фёдорова-Кошеверова на территории образованного в 1772 году Борисоглебского кладбища. В ходе строительства собора в 1778 году кладбище было упразднено и 23 июля 1781 года, благодаря Орловскому генерал-губернатору князю Николаю Васильевичу Репнину, церковь становится приходской.
В 1785 году протоиерей Иоанн Роговцев докладывал епископу Севскому и Брянскому Феоктисту, что церковь Бориса и Глеба по своему местоположению и внутреннему пространству избрана благородным обществом для торжественных собраний, так как храм стоял близко к присутственным местам и дому губернатора. По этой причине было решено с благословения епископа сделать Борисоглебскую церковь соборной, тем более что Рождественский собор, по освидетельствованию губернского архитектора Кливера, пришёл в ветхость и был разобран, а строительный материал был передан Борисоглебской церкви.
Орловцы охотно жертвовали деньги на обустройство храма и его украшения. Так, в 1822 году полковником второй бригады 7-го округа внутренней стражи Григорием Евтихиевичем Толмачевым было пожертвовано 1000 рублей на внутреннюю отделку церкви. Жертвовали на храм и многие другие жители. Но самый большой вклад внёс граф Сергей Михайлович Каменский, который передал Борисоглебскому собору все имущество своей домашней церкви, отличавшееся богатством и роскошью. В перечне этого имущества значились замечательные иконы, особенно образ Воскресения Христова, писанный на холсте, огромного размера, который был поставлен в церкви над алтарём. Предание гласило, что за написание иконы граф Каменский заплатил художнику 10 000 рублей. Утвари церковной было передано на 12 000 рублей. Иконостас Каменского поставили в пределе святого Николая.
В 1818 году в соборе был крещён классик русской литературы писатель-орловец Иван Сергеевич Тургенев. К тому времени храм был главным собором города. Тургеневы, как и Каменские, Цуроковы, Грановские, Ермоловы, были её постоянными прихожанами. В 1841 году храм пострадал из-за пожара, но был быстро восстановлен на деньги орловского купца Максима Фокича Калабухова. В разные годы во время визитов в Орёл его посещали императоры Александр I, Николай I, Александр II, другие члены императорской фамилии. Здесь проходили торжественные богослужения по случаю различных замечательных событий.

## Закрытие и гибель собора
После Октябрьской революции храм был закрыт. В 1929 году по постановлению властей здание собора было передано под мастерские педагогического техникума. Перед войной использовался под склад орловского гарнизона НКВД. Собор был подожжён работниками НКВД и сгорел до основания накануне оккупации города немцами в ночь на 3 октября 1941 года.
В настоящее время на месте собора по улице Салтыкова-Щедрина 37 находится здание медицинской службы УВД.